# Tratatul de la Kuciuk-Kainargi

Schimbǎri teritoriale în urma Tratatului (în favoarea Imperiului Rus)

Tratatul de la Kuciuk-Kainargi (var. Kuciuk-Kainardji, în limba turcă Küçük Kaynarca) a fost un tratat de pace, în urma războiului ruso-turc din 1768–1774, semnat la 21 iulie 1774, de Imperiul Rus (reprezentat de feldmareșalul Piotr Rumianțev) și Imperiul Otoman.

## Descriere
Tratatul a fost o lovitură grea atât pentru Imperiul Otoman dar și pentru Imperiul Rus. Otomanii au cedat teritoriul regiunii Yedisan dintre râurile Nipru și Bugul de Sud. Acest teritoriu includea portul Herson și oferea Rusiei pentru prima oară ieșire la Marea Neagră. Prin tratat, Rusiei îi mai erau cedate porturile Kerci și Enikale din Crimeea.
Hanatul Crimeii ocupat de ruși în timpul războiului, a devenit independent în urma tratatului. Totuși, contrar tratatului, Crimeea a ajuns în următorii ani sub controlul Rusiei, care l-a și anexat în 1783.
Tratatul a fost foarte important pentru Moldova și Muntenia deoarece în războiul ruso-turc din 1768–1774, Imperiul Rus ocupase Basarabia,  Bugeacul cu orașul Ismail și cetățile Tighina, Chilia și Cetatea Albă,   Moldova și Muntenia cu cetățile Brăila, Hârșova și Giurgiu. Rusia a trebuit să cedeze toate acestea Imperiului Otoman care a ramas putere suzerană.
Prin articolele XVI și XXIV ale tratatului se prevedeau printre altele:
- Toate teritoriile ocupate de Imperiul Rus până în 1774, Basarabia,  Bugeacul, Moldova și Valahia cu toate orașele, satele, cetățile și cu tot ce le aparțineau, treceau din nou sub suzeranitatea Porții Otomane.
- Armatele ruse de ocupație trebuiau să se retragă din Moldova, Basarabia și Bugeac pe malul stâng al râului Nistru în două luni de la semnarea tratatului, și din Valahia în cinci luni.
- Poarta Otomană se angaja să respecte practicarea liberă a religiei creștine în aceste zone și să acorde familiilor care doresc să părăsească țara posibilitatea emigrării libere cu tot ce le aparținea.
- Pe tot timpul războiului și apoi începând cu ziua semnării tratatului, Poarta Otomană nu va cere taxe de la oamenii acestor regiuni timp de doi ani, după care urmează să-i trateze în continuare cu respect și corectitudine în privința taxelor care vor fi ulterior impuse.

Tratatul a acordat Rusiei și beneficii. A eliminat restricțiile privind accesul Rusiei la Marea Azov (Tratatul de la Belgrad din 1739 dădea Rusiei teritoriu la Marea Azov, dar îi interzicea fortificarea zonei sau dezvoltarea unei flote.) 
Rusia a primit ca reparații de război 7,5 milioane de piaștri (în bani rusești 4,5 milioane de ruble) și o serie de drepturi economice și politice în Imperiul Otoman, între care permisiunea acordată creștinilor ortodocși din Imperiul Otoman de a naviga sub steagul Rusiei, respectiv permisiunea acordată Rusiei de a ridica o biserică ortodoxă în Istanbul (care nu a fost însă construită vreodată). Rusia a interpretat tratatul ca dându-i dreptul de a proteja creștinii ortodocși din Imperiu și a folosit această prerogativă mai ales în Principatele Dunărene (Moldova și Țara Românească), intervenind în timpul ultimei domnii fanariote și după Războiul de Independență al Greciei.

## Articolele tratatului
Articole principale în rezumat
Articolul I – Prevede încetarea focului între Imperiul Rus și Sublima Poartă. Se solicită pacea, libertatea și amnistia pentru deținuți, întoarcerea acasă a exilaților și stabilirea "unei uniuni sincere și a unei prietenii perpetue și inviolabile între cele două state".
Articolul II – Se adresează celor care au comis crime capitale, afirmând că acești criminali nu vor fi adăpostiți în nici unul din imperiile semnatare a tratatului, ci trebuie să fie extrădați statului a căror supuși sunt.
Articolul III – Imperiul Rus și Sublima Poartă recunosc popoarele tătărăști ca națiuni libere și independente, libertatea lor religioasă și de a fi guvernate de propriile legi străvechi. Trupele rusești trebuiau să se retragă din Crimeea, Bugeac, Kuban, Edisan, Geabouiluks, Editschkuls, teritorii locuite de tătari.
Articolul IV – Este dreptul natural al fiecărei puteri de a da, în propria sa țară și în teritoriile care le are în administrație, dispozițiile pe care le consideră oportune. În consecință, celor două imperii li se rezervă libertatea perfectă și fără restricții de a construi în interiorul frontierelor acestora, în locurile pe care le consideră favorabile, orice fel de cetăți, orașe, locuințe, edificii, precum și de a repara sau reconstrui vechile orașe, cetăți, locuințe, etc.
Articolul V – Explică statutul trimisului oficial al Curții Imperiale Ruse la Sublima Poartă. Curtea Imperială a Rusiei va avea întotdeauna, de acum înainte, la Sublima Poartă, un ministru de rangul al doilea, adică un trimis sau un ministru plenipotențiar. Acestuia, Sublima Poartă îi va arăta toată atenția și respectul care le are față de supușii celor mai distinse Puteri.
Articolul VI – Se adresează persoanelor care vizitează Sublima Poartă în slujba ministrului rus. Dacă acea persoană a comis un furt care necesită o pedeapsă și dorește să devină musulman pentru evitarea legii țării căreia este supus, toate articolele pe care le-a furat vor fi returnate. Persoanele supuse altor țări care doresc să devină musulmani trebuie să facă o declarația finală de convertire în fața unui interpret trimis de ministrul rus, a unui musulman asupra căruia nu planează nici o suspiciune de parțialitate.
Articolul VII – Sublima Poartă promite o protecție constantă a religiei creștine și a bisericilor ei.
Articolul VIII – Cetățenii Imperiului Rus au dreptul de a vizita Ierusalimul și alte locuri care merită atenție în Imperiul Otoman. Aceștia nu vor avea obligația de a plăti nici un impozit sau taxă și se vor afla sub protecția strictă a legii.
Articolul IX – Interpreții care lucrează pentru miniștrii ruși lucrează pentru ambele Imperii și trebuie tratați cu cea mai mare corectitudine și respect.
Articolul X – În cazul în care au loc angajamente militare între semnarea tratatului și trimiterea ordinelor de către comandanții militari ale celor două armate, aceste angajamente nu vor avea consecințe și nici efecte asupra tratatului.
Articolul XI – Sublima Poartă va permite consulilor trimiși de Curtea Rusiei să locuiască pe teritoriul otoman oriunde consideră Curtea Rusiei că este oportun. Prescrie o navigație liberă și neîngrădită pentru navele comerciale din ambele imperii. Supușii ambelor imperii pot să facă comerț atât pe apă cât și pe uscat.
Articolul XII – Sublima Poartă promite să-și folosească puterea și influența pentru a asista Curtea Rusiei atunci când aceasta are intenția de a face tratate comerciale cu monarhiile Africii (Tripoli, Tunis, Alger etc.).
Articolul XIII – În toate actele și scrisorile publice, supușii Imperiului Otoman din teritoriile rusești, trebuie să se adreseze cu titlul "Împărăteasă a tuturor rușilor".
Articolul XIV – Acordă permisiunea Înaltei Curți a Rusiei de a construi o biserică ortodoxă de rit grecesc în Constantinopol. Biserica va fi întotdeauna sub protecția supușilor Imperiului Rus.
Articolul XV – Toate cazurile de dezacord între cele două imperii vor fi investigate de guvernatorii și comandanții frontierelor. Acești funcționari vor fi obligați să facă dreptate acolo unde este cazul, iar orice neînțelegeri sau dispute în viitor nu vor servi drept pretext pentru nici o modificare a prieteniei și a sentimentului reciproc de bine stabilite prin tratat.
Articolul XVI – Imperiul Rus cedează Sublimei Porți Basarabia,  Bugeacul, Moldova și Valahia cu toate orașele, satele, cetățile și cu tot ce le aparțineau. Sublima Poartă se angajează să respecte practicarea liberă a religiei creștine  și să acorde familiilor care doresc să părăsească țara posibilitatea emigrării libere cu tot ce le aparținea. Pe tot timpul războiului și începând cu ziua semnării tratatului, Poarta Otomană nu va cere taxe de la oamenii acestor regiuni timp de doi ani, după care urmează să-i trateze în continuare cu respect și corectitudine în privința taxelor care vor fi ulterior impuse.
Articolul XVII – Rusia returnează Sublimei Porți insulele Arhipelago din Marea Baltică. La rândul său, Sublima Poartă promite să respecte amnistia tuturor crimelor comise sau suspectate că ar fi fost comise de oamenii acestor insule împotriva intereselor Sublimei Porți. Sublima Poartă promite, de asemenea, să respecte religia creștină din zonă și să aplice aceleași politici fiscale și de emigrare menționate în articolul XVI.
Articolul XVIII – Fortăreața Kinburn rămâne sub stăpânirea "deplină, perpetuă și incontestabilă" a Imperiului Rus.
Articolul XIX – Cetățile Jenikale și Kerci vor rămâne sub stăpânirea "deplină, perpetuă și incontestabilă" a Imperiului Rus.
Articolul XX – Orașul cu cetatea Azov rămâne sub stăpânirea Imperiului Rus.
Articolul XXI – Sublima Poartă cedează principatele Kabardia Mare și Mică. Datorită apropierii lor de tătari, acestea vor rămâne dependente de Hanatul Crimeii. Rămâne la libera alegere a hanului Crimeii să consimtă dacă acestea să devină supuse Imperiului Rus sau nu.
Articolul XXII – Cele două Imperii sunt de acord să "anuleze și să lase în uitare veșnică" toate tratatele și convențiile pe care le-au făcut în trecut, cu excepția celei făcute în 1700 între guvernatorul Piotr Andreevici Tolstoi și Hassan Bacha, guvernatorul Atschugului.
Articolul XXIII – Fortărețele  Bagdadgick, Kutaisi și Scheherban din Georgia și Mingrelia, cucerite în război de armatele rusești, vor reveni Sublimei Porți de care erau dependente și anterior războiului. La rândul său, Sublima Poartă acordă amnistie persoanelor din țările menționate care au jignit-o în vreun fel în timpul războiului. Sublima Poartă promite să trateze acest popoare în mod corect și să le acorde libertatea religioasă. Deoarece acestea sunt supuse Sublimei Porți, Rusia nu trebuie să se amestece în afacerile lor în nici un fel.
Articolul XXIV – Detalii privind planurile pentru o retragere pașnică a trupelor rusești din teritoriile Valahiei, Moldovei, Basarabiei și a Bugeacului, pe care Curtea Rusiei le retrocedează Sublimei Porți și pentru a da o sumă de bani adecvată trupelor turcești care le vor înlocui pe cele rusești. Toate trupele rusești urmează să iasă din teritoriile menționate în termen de cinci luni de la semnarea "Tratatului de pace perpetuă" dintre cele două imperii.
Articolul XXV – Tuturor prizonierilor de război și sclavilor din cele două imperii li se va acorda libertatea fără bani de răscumpărare. Printre aceștia se numără și cei din Imperiul Rus care au renunțat în mod voluntar la mahomedanism pentru a îmbrățișa religia creștină, precum și cei din Imperiul Otoman care au părăsit creștinismul pentru a îmbrățișa credința mahomedană.
Articolul XXVI - Comandantul armatei ruse din Crimeea și guvernatorul Oceacului trebuie să comunice între ei în termen de două luni de la semnarea tratatului, să trimită persoane pentru a soluționa predarea castelului Kinburn în concordanță cu articolul XVIII.
Articolul XXVII - Pentru a păstra pacea și prietenia dintre cele două Imperii, se vor trimite emisari de ambele părți care se vor întâlni la frontiere și vor fi tratați cu onoare. Ca o mărturie a prieteniei, fiecare va aduce daruri care vor fi "în conformitate cu demnitatea Majestăților Lor Imperiale".
Articolul XXVIII – Toate ostilitățile încetează. Curierii trebuie trimiși din partea mareșalului și a Marelui Vizir în toate locurile în care se desfășoară ostilități. Prin puterea care le-a fost acordată de suveranii lor, acești curieri vor confirma și susține toate articolele tratatului cu aceeași putere ca și cum ar fi fost întocmite de ei înșiși.
Articole separate
Articolul I - Corectează hotărârile articolelor XVII și XXIV cu privire la termenul de retragere a armatelor rusești din insulele arhipelagului din Marea Baltică. Termenul va fi "cât mai curând posibil", fără a stabili o limită de timp datorită distanței mari. Sublima Poartă va oferi flotei imperiale ruse ceea ce are nevoie pentru retragerea sa, în măsura în care aceasta depinde de Sublima Poartă. 
Articolul II - Stabilește că Sublima Poartă va plăti Imperiului Rus pentru cheltuieli de război suma de 7,5 milioane de piaștri (în bani rusești 4,5 milioane de ruble), împărțită în trei rate. Prima rată la 1 ianuarie 1775, a doua, la 1 ianuarie 1776 și a treia, la 1 ianuarie 1777. Fiecare plată de 2,5 milioane de piaștri va fi făcută de Sublima Poartă către ministrul rus acreditat la Sublima Poartă.

## Urmări
În aprilie 1775, a urmat o convenție turco-austriecă în Constatinopole, prin care Bucovina este cedată de Poarta Otomană monarhiei habsburgice. Bucovina fusese și ea ocupata de Imperiul Rus în războiul ruso-turc din 1768–1774.
Tratatul oferea sultanului otoman dreptul de a proteja credincioșii musulmani din Rusia (între care cei din Crimeea). Era pentru prima dată când o putere europeană recunoștea autoritatea califului otoman în afara granițelor imperiului său. Rusia a încercat să își extindă dreptul de a construi o biserică în Constantinopol la dreptul de a proteja religia ortodoxă a populațiilor din Imperiul Otoman.